# Papež Benedikt XV.
Papež Benedikt XV. (latinsko Papa Benedictus Decimus Quintus), rojen kot Giacomo della Chiesa, je bil italijanski rimskokatoliški duhovnik, nadškof, kardinal in papež; * 21. november 1854, Pegli (Genova, Kraljevina Sardinija – danes Italija), † 22. januar 1922 Rim (Italija danes: Vatikan). 

Papež je bil od  3. septembra 1914 do svoje smrti 22. januarja 1922. 

Bil je četrti papež, ki je kot »vatikanski ujetnik« živel le v Vatikanu; znan je predvsem po svojih mirovnih prizadevanjih za končanje Prve svetovne vojne.

## Življenjepis

### Poreklo in mladost
Giacomo Paolo Giovanni Battista della Chiesa se je rodil 21. novembra 1854 ob 9h dopoldne kot tretji od štirih otrok v počitniški palači Villa Della Chiesa, ki jo še danes imenujejo kar "Palazzo del Papa" (Papeževa palača). Pegli je bila samostojna občina do 1926, ko se je združila z Genovo. Oče je bil grof Giuseppe della Chiesa, potomec starodavnih spoletskih vojvod; mati pa je bila grofica Giovanna Migliorati - njena rodovina je izhajala iz Neapeljskega kraljestva, in je dala Cerkvi papeža Inocenca VII.. Takoj naslednjega dne so ga prenesli v Genovo, kjer so ga krstili v cerkvi Nostra Signora delle Vigne. Boter mu je bil grof Giacomo Spinola, botra grofica Anna Centurione, a krstil ga je duhovnik Giovanni Batta Cardinali. Pri krstu je dobil tri mena: Giacomo, Paolo in Giovanni Batta ali Battista (Jakob, Pavel in Janez Krstnik).

Drugo izročilo pravi, da se je Jakob rodil v sami Genovi. Med njimi je tudi njegov še živeči pranečak Benedetto della Chiesa po papeževem bratu Janezu (Giovanni Antonio) in lastnik palače v Pegliju – ki je dobil ime po svojem slavnem prastricu Benediktu XV. On se huduje, ker je občina odstranila spominsko ploščo o papeževem rojstvu s Palazzo di salita Santa Caterina, kjer naj bi se bil papež zares rodil. »Kar se tiče njegovega spomenika v Pegliju, ki je posvečen slavnemu rojaku na Piazza Benedetto XV, je na plošči napačen navedek« - vendar na papeža ponosni rojaki iz Peglija morda pri tej mikavni  napaki nalašč vztrajajo. 

Najprej je obiskoval gimnazijo v Istituto Danovaro e Giusso, kjer je maturiral. Čeprav je želel vstopiti v semenišče, je Jakoba oče prisilil, da je moral študirati pravo na vseučilišču Regia Università di Genova. Potem šele je vstopil v  semenišče. Po očetovi smrti ga je mati spremljala v Rim, kjer je vstopil v Collegio Capranica ter na Gregoriani doktoriral iz teologije. 21. decembra 1878 ga je posvetil v duhovnika kardinal Valletta  

### V cerkveni diplomaciji
Pridružil se je papeški akademiji cerkvenega plemstva in vstopil v diplomatsko službo pri Svetem sedežu.

Januarja 1881 se je spoznal z Rampollom, ki je bil tedaj tajnik kongregacije za posebne zadeve, in je preudarno izvajal Leonovo prizadevanje, da bi Sveti sedež zopet pridobil v svetu ugled po času osamitve med vladavino Pija IX.. Lepa priložnost se je ponudila ob Bismarckovem obisku v Rimu in njegovi prošnji, naj bi papež Leon razsodil v sporu, ki je nastal med Španijo in Prusijo ob nemški zasedbi Karolinskega otočja 1885. Rampolla je pripravljal razsodbo, ki jo je papež objavil 22. oktobra 1885: Španiji je priznal lastništvo nad otočjem, Nemčiji pa velike trgovinske ugodnosti. 

V konzistoriju 14. marca 1887 je Rampolla prejel škrlat in po dveh mescih postal Državni tajnik Svetega sedeža, Della Chiesa pa njegov pomočnik (minutant) in se je od spretnega diplomata veliko naučil.
Tako so tudi njega vedno bolj upoštevali cerkvenjaki, diplomati ter časnikarji in priznavali njegovo zgodovinsko in pravniško izobrazbo, zrelo politično presojanje in diplomatsko prefinjenost. Bil pa je Jakob tudi pobožen mož, kot spričuje Ehrle, od 1895 upravnik Vatikanske knjižnice:
Bil je eden tistih gorečih in dejavnih članov duhovniške družbe, ki v dolgih in mirnih nočeh tolažijo v urah češčenja Zveličarja v presv. Rešnjem telesu. Ko je prišla njegova ura, je ponoči pozno pohitel v cerkev. Po dolgotrajnem delu v Državnem tajništvu je nekaj ur opravljal svojo adoracijo. Malo po polnoči je maševal, nakar mu je zelo kratek počitek zadostoval, da je mogel potem ob navadni uri kot prvi vstopiti v tajništvo..
1882 mu je Rampolla določil urad svojega tajništva. Februarja 1883 je papež poslal Rampolla za apostolskega nuncija v Španijo; ob boku mu je stal Della Chiesa. V Madridu je spoznal takratne razmere. Navzoč je bil ob smrti za jetiko kralja Alfonza XII., ki je umrl le tri dni pred svojim 28. rojstnim dnevom (1857-1885); temu je sledilo dolgo namestništvo (1885–1902) matere Marije Kristine (1858–1929). Pri izbruhu kolere in pri hudem potresu 1884 je papež Leon priskočil na pomoč s 40.000 pesetami. Med tem časom se je toliko naučil špansko, da je lahko pridigoval in spovedoval. 1887 je Rampolla postal kardinal; v Rim je s seboj pripeljal tudi svojega tajnika Jakoba, kjer je deloval tudi kot pridigar po župnijah in pri mladinskih duhovnih vajah; v zvezi s katoliškim gibanjem je odpotoval v Francijo in Avstrijo, da bi jih pravilno usmerjal. 

1888 je Jakob ostal sirota brez očeta; grof Giuseppe Della Chiesa je že dolgo bolehal. Takrat se je mati Giovanna Migliorati preselila v Rim, da bi pomagala sinu. 1904 pa je tudi ona umrla v Pegliju.

### Nadškof
Od 1887 do 1907 je služboval v rimski kuriji, zatem ga je Pij X. imenoval 18. decembra 1907 za nadškofa Bologne in 22. decembra istega leta je prejel škofovsko posvečenje.

### Kardinal
Šele 25. maja 1914 je bil Giacomo Della Chiesa povzdignjen v kardinala-duhovnika pri Ss. Quattro Coronati.
To je bilo dokaj nenavadno, saj je po starem izročilu bolonjski nadškof postal obenem s škofovskim imenovanjem tudi kardinal v enem od naslednjih imenovanj; prav to so z gotovostjo pričakovali tudi za Della Chiesa, saj so prejšnja leta bili imenovani ali kardinali za nadškofe, ali pa nadškofje za kardinale. Pij X. ni hotel slediti temu izročilu in je pustil Jakoba čakati vsaj sedem let. Ko ga je poslanstvo iz Bologne spomnilo na potrebo, da bo Jakob povišan med kardinale, je papež šaljivo odgovoril, namigujoč na svoj priimek Sarto (=krojač), rekoč: »Žal Sarto še ni našel zanj kardinalskega blaga.« Nekateri sumijo, da Pij X. – ali osebe v njegovi bližini, – niso hotele imeti dveh Rampollov v kardinalskem zboru, saj je bil Jakob njegov dolgoletni sodelavec in somišljenik. Ko pa je kardinal Rampolla umrl 16. decembra 1913, je  v naslednjem konsistoriju, 25. maja 1914, Della Chiesa res postal kardinal-duhovnik pri Santi Quattro Coronati; še ravno pravočasno, da je mogel biti izvoljen za papeža. Ta naslov – Santi Quattro Coronati – je nosil pred njim Respighi . 

Ko se je novi kardinal poskušal vrniti v Bologno, je v Srednji Italiji izbruhnila proti-kraljevinska in proti-cerkvena vstaja. Nastala je splošna stavka in nahujskane tolpe so plenile ter podirale cerkve, telefonske povezave in železniške postaje; razglasili so posvetno republiko. V sami Bologni so se meščani in katoliška Cerkev uspešno zoperstavili takemu razvoju dogodkov in so na naslednjih volitvah preglasovali socialiste z veliko večino. 

Ko se je bližala Prva svetovna vojna, so v Italiji živo razpravljali, na katero stran se bo odločila. Uradno je Italija še vedno pripadala zvezi z Nemčijo in Avstro-Ogrsko. Tudi med bolonjsko duhovščino se je širil nacionalizem. Ob izbruhu vojne je Della Chiesa kot nadškof imel govor, v katerem je dejal, da Cerkev zagovarja neuvrščenost, podpiranje miroljubne rešitve in lajšanje človeškega trpljenja..

## Papež

### Toliko glasov je bilo potrebnih
3. septembra 1914 je bil Giacomo Della Chiesa v konklavu izvoljen za papeža, 6. septembra pa kronan in ustoličen. 

Ni imel ničesar od vodilnega in vladarskega značaja svojih prednikov. Nežen, obtežen s hudo kratkovidnostjo, po rasti zelo nizek. »S svojo pojavo ne napravi vtisa, njegov videz je brezizrazen, v njem ni niti duhovne niti časne veličine«, je pripomnil neki ameriški časnikar, ki ga je opazoval med skromnim kronanjem v Sikstinski kapeli 6. septembra 1914; kronanje ni potekalo kot običajno v Baziliki sv. Petra, ampak zaradi divjajoče vojne popolnoma skrito, v znameniti Michelangelovi kapeli. On se je svoje neznatnosti dobro zavedal. »Moj dragi, ali si name pozabil?« je dejal zmedenemu vatikanskemu krojaču, ki ga je čakal v Stanza delle Lacrime, da bi mu slekel rdeča kardinalska oblačila in ga oblekel v bela papeška. Niti eden od treh izdelanih talarjev mu ni »pasal«; celo tisti najmanjše izdelave je bil prevelik za Jakoba della Chiesa, malo prej izvoljenega za papeža z imenom Benedikt XV. 

38 glasov in niti eden več, je odkril desetletja pozneje dnevniški zapis avstrijskega kardinala Piffla. Točno tolikšno število se je zahtevalo za izvolitev. To je spodbudilo kardinala De Laia – ki je bil hud nasprotnik te drobne eminence, ki je prejela škrlat le tri mesece poprej, in je sedaj neposredno nasledila svetega papeža, kot so že za življenja smatrali Pija X., - da je vstal s sedeža, ki je bil nad njim še dvignjen baldahin, in je zahteval, naj odprejo Della Chiesovo glasovnico. Takrat so glasovnice vsebovale neko kratico, po kateri se je moglo ugotoviti, ali ni kdo glasoval za samega sebe. Naključje je hotelo, da je bil prav Jakob eden izmed števcev, in tako je mogel dokazati – držeč listek v roki – da je glasoval za nekoga drugega.

Izvolilo ga je torej volilno telo, ki so ga sestavljali kardinali iz dežel na obeh straneh bojnih črt, ker je zagovarjal strogo neuvrščenost in nepristranskost v spopadu. Veliko vojno je imenoval »samomor Evrope«; s tem je postal vztrajen glasnik miru od začetka svojega vladanja, čeprav se za njegove pozive vojskujoče se strani na splošno niso niti zmenile.

### Ime Benedikt
Ime si je izbral po papežu Benediktu XIV., ki je prav tako kot on prišel za papeža z bolonjskega nadškofijskega sedeža in se je trudil za spravo znotraj Cerkve, kakor tudi za premostitve napetosti med svetom in Cerkvijo.

Po hudih diplomatskih spodrsljajih (Francija, Portugalska, Nemčija) in notranjecerkvenih napetostih (integralaizem, modernizem, reformni katolicizem) pod Pijem X. se je začelo pod Benediktom XV. obdobje umirjenega notranjega urejanja. Je pa grozil zunanji sovražnik: Prva svetovna vojna, ki je pognala kristjane in katoličane druge proti drugim. V vojni se je papež osredotočil na neuvrščenost, vzpostavo pravičnega miru in lajšanje stisk. V takorekoč popolni osamitvi in nemogočih razmerah je razvil izredno dobrodelno delovanje: pomoč ujetnikom, preganjanim in potrebnim. Papeževo prizadevanje za mir je doseglo vrhunec z mirovnim pozivom vsem vojskujočim se strankam sredi vojne vihre, ki pa je naletelo na gluha ušesa. Izključili so ga končno iz mirovnega sporazuma, ki ga je Benedikt nazval »maščevalni ukaz«, predvidevajoč njegove negativne posledice, ki so se kmalu pokazale z bohotenjem nestrpnega nacionalizma, ki je kmalu izbruhnil v Drugo svetovno vojno.

### Politično delovanje
1. Odpravil je prepoved za katoliške vladarje, da ne smejo na svojem obisku Rima obiskati italijanskega kralja, ki je 20. septembra 1870 izpodrinil papeža s Kvirinala.
2. Stvarno je preklical 1919 »non expedit« Pija IX., po katerem iz istega razloga – zaradi ugrabitve Papeške države 1870 – italijanski katoličani niso smeli sodelovati in delovati v javnem življenju. Glede tega je bil uvideven in popustljiv, »če so razmere tako zahtevale«, že Pij X.. Benedikt se je strinjal z ustanovitvijo »Partito Popolare Italiano« (»Italijanska ljudska stranka s katoliško usmeritvijo«) 18. januarja 1919, in je k temu celo spodbujal duhovnika Sturza [24].
3. Benediktovo diplomatsko delovanje, obrnjeno k razširjenju in utrjevanju odnosov Svetega sedeža s sodobnimi državami, je bilo kronano z uspehom, čeprav njegova zamisel o miru pri teh deželah ni naletela na pozornost. Ko je zasedel papeški sedež, je bilo akreditirano pri Svetem sedežu komaj 14 diplomatskih predstavništev; ob njegovi smrti jih je bilo 27. Prva je bila Anglija, ki je takoj po koncu svetovnega spopada – po treh in pol stoletjih pretrganja stikov in preganjanja katoličanov – poslala diplomatskega opolnomočenca; nato je 1915 prišla kneževina Monako, Nizozemska 1916, Japonska 1917, Portugalska 1918, Brazilija, Finska, Poljska, Peru, Estonija, Ukrajina, Češkoslovaška in Kraljestvo SHS. Dogodek pa, ki je bil po pretrganju odnosov in preganjanju Cerkve 1905 najpomembnejši, je bila navezava diplomatskih stikov s Francijo[25]

### Odnos domodernizma
Kot odziv na nekatere svobodomiselne tokove znotraj katoliške Cerkve je papež Pij X. 1907 izdal okrožnico Pascendi dominici gregis in odlok Lamentabili sane exitu, s katerima je obsodil modernizem kot herezijo; obenem je uvedel protimodernistično prisego, ki je bila odpravljena po koncilu 1968. Da bi Pijeve določbe zaživele, je Benigni  ustanovil združenje Sodalitium Pianum, tj. Pijevo društvo, v Franciji znano kot La Sapinière, ki je poleg dobrih strani postalo znano po prenapetosti in skrivnih metodah, s čimer je zadevi bolj škodovalo kot koristilo. Državni tajnik Svetega sedeža Merry del Val je preprečil njegovo kanonično priznanje; z nastopom novega papeža Benedikta XV. 1914 je bilo delovanje društva močno omejeno. 1921 pa je društvo razpustil z utemeljitvijo, da so se razmere spremenile. Nekateri menijo pa, da je društvo delovalo vse do Druge svetovne vojne.

### Sodobno misijonsko delovanje
Benedikt XV. je skušal obnoviti misijonsko dejavnost Cerkve, ki jo je svetovna vojna skoraj popolnoma onemogočila in uničila. Pontifikat papeža Della Chiesa je zarezal brazde v novem stoletju, in sicer z večkrat preroškim, vedno pa sodobnim dojemanjem stvarnosti. Gledal je daleč naprej v »nekolonialnem« videnju misionarskega dela, zlasti z okrožnico Maximum illud z dne 30. novembra 1919; tam je izrekel smelo trditev, da si osvajanje ozemelj (kolonizacija) in oznanjevanje evangelija (misionarjenje) med seboj nasprotujeta. Postavil je tudi zahtevo po vzgoji domačega duhovniškega naraščaja. Poudaril je: "Cerkev ni niti nemška, niti slovanska, niti italijanska, ampak je katoliška, tj. splošna, vesoljna; v nobenem narodu ni tujka." 
 
Papež je v okrožnici priznal, da na nekaterih področjih, kjer je katoliška vera prisotna že stoletja, domači duhovniki zavzemajo samo nižje položaje v cerkveni hierarhiji, in da iz narodov, ki jih že dolga stoletja razsvetljuje ta vera, še vedno ne prihajajo »škofje, da bi jih vodili, ali duhovniki, ki bi lahko močneje vplivali na svoja področja«. Vendar je trajalo še nekaj let, preden se je položaj izboljšal. Prvih šest kitajskih škofov je bilo posvečenih leta 1926; leta 1923 je postal škof prvi Indijec, 1927 prvi Japonec, 1933 sta škofa domačina dobila Vietnam in Cejlon (današnja Šri Lanka), leta 1937 Koreja. Prvega afriškega škofa pa so posvetili šele leta 1939. Pač pa je v naslednjih letih začelo število škofov, nadškofov in celo kardinalov v Tretjem svetu hitro naraščati.

Papež Frančišek je v zvezi s tem razvojem papežu Benediktu XV. v pismu z dne 22. oktobra 2017 kardinalu-prefektu združbe za evangelizacijo narodov Filoniju dal veliko priznanje, ko je spomnil, da bo Cerkev proslavila stoletnico okrožnice Maximum illud, ki bo 30. novembra 2019, s posebnim mesecem. »Oktober 2019 bom razglasil za izreden misijonski mesec, da bi se zavest missio ad gentes (poslanstvo k nekrščanskim narodom) zopet prebudila in da bi dobilo nov zagon življenje in dušnopastirsko delovanje misijonarjev..

### Ekumenskodelovanje
Pokazal je spoštovanje do vzhodnih kristjanov. Zanje je ustanovil »Združbo za vzhodne Cerkve«, ter »Papaški vzhodni inštitut« - da bi rimski katoličani spoštovali in ohranjali posebnosti vzhodnih kristjanov. 1920 je iz istega razloga razglasil za cekvenega učitelja svetega Efrema Sirskega.

Tako kot njegova predhodnika Leon XIII. in Pij X. je tudi Benedikt XV. sanjal o vrnitvi vzhodnih ločenih Cerkva. Ko je izbruhnil ruski prevrat, je menil, da se bodo slovanske pravoslavne Cerkve zmogle osvoboditi težkega vpliva državne oblasti. 1. maja 1917 je z motuproprijem ustanovil Združbo za vzhodne Cerkve; 15. oktobra istega leta je odprl v Rimu papeški zavod za visoke vzhodne študije. V konzistorijalnem nagovoru 10. marca 1919 pa je spomnil, da je latinska Cerkev ljubosumno ohranjala in branila vzhodne obrede.

### Zakonik cerkvenega prava
Leta 1917 je objavil nov zakonik cerkvenega prava, ki ga je sicer pripravljala posebna komisija že pod Pijem X. Ta zakonik je stopol v veljavo 1918, in ostal v veljavi do 1983, ko je izšel današnji pod Janezom Pavlom II.

## Mirovna prizadevanja

### Mirovne pobude in lajšanje bede
V svojem pontifikatu se je moral soočiti predvsem s problemi in posledicami svetovne vojne. Prizadeval si je za vzpostavitev miru in blažitev težkih posledic vojnega spopada. Pri tem ga je močno oviralo dejstvo, da rimsko vprašanje še ni bilo rešeno in Sveti sedež še ni mogel delovati kot suverena država. Italijanski nacionalisti so uspeli preprečiti sodelovanje Svetega sedeža na mirovni konferenci v Parizu. 

V prvi okrožnici, ki jo je izdal novembra 1914, je spregovoril o vsem zlu, iz katerega izhaja spopad: kot vzroke za vojno je obsodil pomanjkanje ljubezni, nespoštovanje avtoritete, razredno borbo in človeško lakomnost. 

Prvega avgusta 1917 je »vsem voditeljem vojskujočih se narodov« poslal skrbno pripravljen predlog za mirovna pogajanja, ki naj bi zagotovila trajen mir. Papežev predlog se je v marsičem ujemal s kasnejšimi Štirinajstimi točkami mirovnega načrta ameriškega predsednika Wilsona. 

Med vojno in po njej je posredoval pri posameznih vladah, da bi izpustile vojne ujetnike, zlasti bolne za jetiko; skušal je organizirati pomoč za dežele, v katerih so ljudje trpeli hudo pomanjkanje, tudi za boljševiško Rusijo.

### Papeževa vojna zoper vojno
Papež Benedikt je vznejevoljil vse v imenu resnice. Spodbudil je k dobrodelnemu delovanju ljudi, za zbiranje potrebnih sredstev in denarja; tako je sam prispeval 82 milijonov lir, da je poskrbel za najbolj ogrožene med vojno – skoraj do vatikanskega bankrota. A v zahvalo je dobival samo zaničevanje in omalovaževanje – od vseh vojskujočih se strani, zlasti pa od Italije. 

1.decembra 2006 se je Benedikt XVI. na svojem apostolskem potovanju v Turčiji poklonil belemu spomeniku, posvečenem svojemu predhodniku  Benediktu XV.. V času, v katerem ssmo se spominjali vstopa Italije v Prvo svetovno vojno in Armenskega genocida - obojno se je dogodilo točno pred stotimi leti (2006) -, bi bilo zelo koristno, da se spomnimo, kdo je bil pravzaprav Benedikt XV. 

Kdo je bil torej on, ki se ga spominjajo redki, saj si je težko predstavljati papeža, ki bi mu bili bolj oporekali. Papež je postal v najtežjem času: Sveti sedež je bil popolnoma osamljen; imel je stike le s tremi večjimi silami: Avstrijo, Rusijo in Nemčijo. Francija je 1905 pretrgala diplomatske odnose, medtem ko so prostozidarske italijanske vlade onemogočale, da bi se slišal glas Cerkve. Vse to se je dogajalo, ko je bila Evropa v nezaslišani vojni, ki je pripravljala tlo totalitarizmom in postopnemu propadanju Evrope. Benediktu XV. je bilo jasno, da je tekoči spor popolnoma zgrešen, brez možnega izhoda; ni verjel, da bo kratek, kot so mislili vsi; takoj mu je bilo jasno,da bo strašen, zlasti z izumitvijo novih orožij za množično uničevanje. Benediktova vojna zoper vojno se je začela takoj, takoj pa tudi osamitev. Njegova molitev za mir, napisana januarja 1915, je bila v Franciji zaplenjena, medtem ko so jo lahko v Italiji brali le znotraj cerkva. To je nakazovalo, kaj se bo godilo med Drugo svetovno vojno s cenzuro okrožnic Pija XII. zoper nacizem in komunizem. 

Evropa se samouničuje, vendar se Cerkev ne sme »vmešavati«. Mit o državi, ki je »svobodna« od nravnosti in krščanstva, tako kaže svoj najbolj resničen obraz. V Londonskem sporazumu, s katerim se Italija zavezuje, da bo vstopila v vojno na strani Angležev v zameno za ozemlja, ki jih ne bo dobila, je bil vstavljen člen 15, ki prepoveduje papežu sodelovanje v kakršnemkoli prihodnjem diplomatskem pogajanju. Benedikt si je prizadeval, da bi zaustavil vstop Italije v vojno in je brezuspešno prepričeval Franca Jožefa, naj odstopi ozemlja, da bi izbil Lahom vsak casus belli. Znotraj cerkve nekateri duhovniki in škofje niso razumeli stališča Svetega sedeža in so se vpletli v »sveto« vojno brezbožnega nacionalizma. Paradoks današnjosti: zavrženje Boga ustvarja malike: Narod, Država, Rasa, Družbeni razred. Niti mnogi katoličani ga niso razumeli in papež je moral trpeti tudi zategadelj. 

Medtem, ko so različne države poskušale pridobiti Benedikta XV. na svojo stran in so ga pozivale, naj prizna in obsodi krivde njihovih nasprotnikov, je vendar Benedikt , čeprav se je zavedal, da bo vznejevoljil vse, potrjeval vedno resnico: poleg napak enih omenja tudi napake drugih. Npr.: »Nemci vodijo podmorsko vojno?« »Da, ampak ali Angleži prenehajo pomorsko zaporo na nemško škodo?«… Tako je 1917, njegova znamenita in silovita obsodba dell'inutile strage (useless massacre, nekoristnega pokola), z blagim dodatkom za prihodnji pravičen in trajen mir – (veliko pametnejši od tistega, ki ga bodo načrtovali zmagovalci v Parizu, in s tem odprli vrata drugemu svetovnemu spopadu) postala pretveza za neverjetno obtožbo: nihče še ni zmagal v vojni, nihče se noče odpovedati morebitnemu plenu, za katerega je papež postal zaviralec (sabotatore). Nemci so ga obtoževali, da drži z Amerikanci in njihovimi zavezniki, Amerikanci in zavezniki pa, da drži z Nemci. V Italiji so Benedikta obtoževali celo »nedejavnosti« (»disfattismo«) in da je kriv za Poraz pri Kobaridu, da drži z Avstrijci, da je papa austriaco; tako je postal iz »Benedetto XV« - »Maledetto XV«.

### Neuvrščenost in mirovni predlogi
Papež je vse svoje sile posvetil prenehanju svetovnega spopada; njegov brat Giovanni pa je v vojni sodeloval in je napredoval do kontraadmirala. Vojna in njene hude posledice so bile v središču Benediktovega papeževanja. Razglasil je strogo neuvrščenost Svetega sedeža in poskušal večkrat posredovati za mir, vendar sta obe strani njegove pobude gladko zavrnili, češ da je pristranski in naklonjen njihovim nasprotnikom. Ta podtikanja je zavrnil državni tajnik Svetega sedeža kardinal Gasparri, ki je v pismu z dne 4. marca 1916 poudaril, da je Sveti sedež popolnoma neuvrščen in da ne podpira nobene od vojskojočih se strani. Tako stališče je bilo še pomembnejše, ko so italijanske oblasti ob vstopu Italije v vojno 1915 izgnale diplomatske predstavnika Nemčije in Avstro-Ogrske iz Rima, in je lahko papež z njimi imel stike le prek švicarskega Lugana. 

Nemški protestantje so zavračali papeški mir kot žaljiv. Francoski politik Clemenceau, zagrizen protiklerikalec, je smatral to vatikansko pobudo za protifrancosko. Benedikt je napravil več neuspelih mirovnih poskusov; to prizadevanje ga je storilo še manj priljubljenega, celo v katoliških deželah kot je bila Italija; ljudi se je polastila vojna blaznost in niso bili pripravljeni sprejeti nič manj kot zmago. 

1. avgusta 1917 je Benedikt predložil sedem točk mirovnega načrta: 
1. »moralna sila prava naj zamenja gmotno silo orožja«;
2. potrebno je »sočasno in sorazmerno zmanjšanje orožja«;
3. treba je postaviti ustanovo za »mednarodno razsodišče«;
4. obstaja »prava svoboda in splošna pravica do mórij«;
5. treba se je »odpovedati vojni odškodnini«;
6. zasedena področja bodo vrnjena;
7. preučiti bo treba »medsebojne očitke«.

Z drugimi besedami to pomeni, da bi pričakovali od vojskujočih se strani po treh letih vojne, po nekaj milijonih mrtvih, da se vrnejo na svoje izhodiščne položaje, ko da se ne bi bilo ničesar zgodilo. Odzivi so bili dokaj različni:
Velika Britanija se je odzvala naklonjeno, vendar je bilo javno mnenje mešano. Predsednik Združenih držav Amerike Wilson je zavrgel načrt. Bolgarija in Avstro-Ogrska sta bili naklonjeni, toda Nemčija je odgovorila dvoumno. Benedikt je tudi predložil neobvezno služenje vojske, kar je ponovil tudi leta 1921.
Nekaj od teh predlogov je bilo vključeno v Štirinajst točk Wilsonovega mirovnega poziva z dne 8. januarja 1918. 

V Evropi se je vsaka od strani čutila oškodovano v korist druge in niso bile pripravljene sprejeti predlogov. Kljub neuspehom pa je papeževo vztrajno prizadevanje za mir in nesebična vsestranska dobrodelnost najbolj ogroženim povečalo papeški ugled in je poslužilo za vzorec mirovnih naporov Piju XII. pred in med Drugo svetovno vojno, Pavlu VI. med Vietnamsko vojno, kakor tudi Janezu Pavlu II. pred in med Iraško vojno.
Kot dodatek svojim naporom na področju mednarodne diplomacije je poskušal papež Benedikt zagotoviti mir skozi krščansko vero, ter je zaukazal katoličanom po vsem svetu posebne molitve za mir.
V zvezi z njegovimi diplomatskimi, dobrodelnimi in molitvenimi prizadevanji upodablja spomenik v cerkvi sv. Petra papeža zatopljenega v molitev, klečečega na grobu, ki spominja na padlega vojaka vojne, ki jo je opisoval kot nekoristen pokol.

### Pacem, Dei munus pulcherrimum
Vojna je povzročila veliko gorja, marsikaj uničila in prinesla velikanske družbene spremembe – saj so razpadla štiri cesarstva; nastale so nove države, pa tudi revolucije. Zato si je Benedikt XV. prizadeval preurediti Cerkev v skladu z novo svetovno ureditvijo in se spraviti s svetom. To se je pokazalo kot pravilno, kajti od 14 držav pred prvo svetovno vojno je poskočilo število diplomatskih predstavništev pri Vatikanu na 27 po vojni. Ko je po prvi svetovni vojni število diplomatskih predstavništev pri Svetem sedežu skočilo na 27 od predvojnih 14, je to z današnjega vidika dokaj malo; moramo pa spomniti, da rimsko vprašanje še ni bilo rešeno in da Vatikan še ni bil suverena država. Danes je to število že 180, kar je sedemkrat toliko kot po vojni oziroma kar trinajstkrat večje od predvojnega števila predstavništev.
1920 je papež napisal mirovno okrožnico, v kateri spodbuja po doseženem premirju narode k takemu mirovnemu sporazumu, ki bo trajen in pravičen tudi za poražence; tak mir bo odpravil vzroke starih nasprotij, ki bi lahko spet zanetili nov spopad, kar se je žal kmalu zares zgodilo že čez dve desetletji z vsemi usodnimi posledicami Druge svetovne vojne.
| Pacem, Dei munus pulcherrimum (latinski izvirnik) | La pace, gran dono di Dio (italijanski prevod) | Mir, najlepši Božji dar (slovenski prevod) |
| --- | --- | --- |
| Si fere ubique bellum aliqua ratione compositum est, et pacis quaedam conventiones subscriptae, reliqua sunt tamen antiquarum semina inimicitiarum. Nullam pacem consistere, nulla pacis foedera posse vigere, quamvis diutinis laboriosisque consultationibus constituta sancteque firmata, nisi per caritatis mutuae reconciliationem odia simul inimicitiaeque conquiescant. Samaritanus accessit, qui, alligatis vulneribus, infusoque oleo et vino, duxit eum in stabulum, et curam eius egit: ita ad sananda humanae societatis vulnera manum suam adhibeat oportet Iesus Christus, cuius quidem Samaritanus ille personam sustinebat. | Se quasi dovunque la guerra in qualche modo ebbe fine, e furono firmati alcuni patti di pace, restano tuttavia i germi di antichi rancori. Nessuna pace possa aver consistenza né alcuna alleanza aver vigore, quantunque escogitata in diuturne e laboriose conferenze e solennemente sanzionata, se insieme non si sopiscano gli odi e le inimicizie per mezzo di una riconciliazione fondata sulla carità vicendevole. I due casi si assomigliano grandemente; e come a costui si avvicinò pieno di compassione il Samaritano che versatogli sulle ferite olio e vino lo fasciò, lo condusse all'albergo e si prese cura di lui; così a risanare le ferite del genere umano è necessario che vi appresti la sua mano Gesù Cristo, di cui il Samaritano era figura ed immagine.. | Če se bi torej vojna na nek način končala, in bodo podpisani nekateri mirovni sporazumi, ostajajo vseeno klice starih sovraštev. Noben mir ne more biti trajen, niti ne more nobena zveza imeti veljave, čeprav je sad dolgotrajnih in napornih posvetovanj in slovesnih zagotovil, če se ne pomirijo črtenja in sovraštva prek sprave, ki temelji na vzajemni ljubezni. Ta primera sta si izredno podobna; in kakor se je tistemu poln sočutja približal Samarijan, ki mu je na rane vlil olja in vina ter ga obvezal, odpeljal v gostilno in zanj poskrbel ; tako je potrebno, da bi pozdravili rane človeškemu rodu, dovoliti, da nanj položi svojo usmiljeno roko Jezus Kristus, čigar je Samarijanec bil lik in podoba. |

### Delo zopernekoristno morijoje bilo vendarlekoristno
1917 je papež objavil pismo za končanje svetovnega spopada. Sto let pozneje je dozorelo spoznanje, da je tako ravnanje bilo koristno za svetovni mir v prihodnosti, pa tudi za položaj Vatikana v mednarodnem ravnotežju. 
Ob izbruhu prvega svetovnega spopada je bilo papeštvo osamljeno zaradi pritiska iz Rima, zaradi nemškega Kulturkampfa, zaradi avstrijskega veta na izvolitev kardinala Rampolla v konklavu 1903, zaradi francoske »ločitve« 1905 in portugalske 1911; končno je k osamelosti prispevala tudi nespretna politika Pija X., ki je sicer bil svet mož; največjo škodo pa je papeštvu – in tudi slovenstvu – prizadejal tajni Londonski sporazum z dne 26. aprila 1915, ki ga je objavila Pravda 1917. Z njim je Italija dosegla izključitev Vatikana iz prihodnjih mirovnih pogajanj, kar je bila – tako Merry del Val – najhujša napaka, ki je imela katastrofalne posledice za prihodnost. Papež Benedikt je že 1915 označil svetovno vojno za grozno klavnico, ki onečašča Evropo; 1917 pa je podal v svesti si svoje duhovne dolžnosti kot očeta narodov, konkretne predloge za končanje te nekoristne morije, čeprav se je zavedal, da govori v veter. Papež Ratzinger je ob devetdesetletnici poziva poudaril 2007, da je bilo to prizadevanje usmerjeno v prihodnost Evrope in sveta po krščanskih načelih in je temeljilo na mednarodnem pravu.
Kostnico v Sredipolju je že 1992 obiskal papež Janez Pavel II., ki je tam maševal za mir; sicer ni šel v Foljan, kar so mu nekateri zamerili; vendar je bil v mislih na obeh straneh, povezan s padlimi po vsem svetu, kar je med kratkim nagovorom jasno izrazil v duhu Benedikta XV. s pozivom za svetovni mir in spravo:
| Discorso di Giovanni Paolo II durante la sosta al sacrario militare di Redipuglia (italijanski izvirnik) | Nagovor Janeza Pavla II. med postankom pri vojaški kostnici v Sredipolju (slovenski prevod) |
| --- | --- |
| Inginocchiandoci dinanzi a questo altare, che commemora il sacrificio generoso di tante vite umane, desidero rendere omaggio alla Patria italiana, per la quale questi giovani sono caduti in battaglia. Mi inginocchio a pregare idealmente anche per tutti i luoghi del mondo che raccolgono i caduti di tutte le guerre, e in particolare per quelli che riposano nel vicino cimitero austro-ungarico. Nello stesso tempo, vorrei raccogliere da loro un pressante invito alla pace: pace per la vostra terra…, pace per l’Europa e il mondo intero. | Ko se priklanjamo pred tem oltarjem, ki spominja velikodušno žrtev tolikih človeških življenj, želim izraziti spoštovanje italijanski domovini, za katero so ti mladeniči padli v boju. Poklekujem pa tudi v molitvi v mislih povezan z vsemi kraji na svetu, ki zbirajo padle vseh vojn, in zlasti za tiste, ki počivajo na bližnjem avstro-ogrskem pokopališču. Istočasno bi želel zbrati od njih pomemben klic k miru: mir za vašo deželo…, mir za Evropo in za ves svet. |

Papež Frančišek pa ni obiskal le kostnice v Sredipolju, ampak tudi v Foljanu ob stoletnici začetka prve svetovne vojne, dne 13. septembra 2014. Tam je razglasil v svoji značilno odkriti govorici, da »je vojna vedno norost«. Frančišek v drugačnih, za mir veliko bolj nevarnih časih, kakor so bili tisti po padcu berlinskega zidu, stopa na obe strani, na obe pokopališči. Med žrtvami morije (tudi) on ne dela razlik, saj noben vojak ni šel v klavnico po svoji volji.

### Benedikt XV. in Slovenci
Papež Benedikt XV. se je pokazal kot oče tudi za primorske Slovence in Hrvate, ki so po prvi svetovni vojni pripadli Italiji. Bil je edini izmed vladarjev, ki je dvignil svoj glas za naše teptane ljudi v Primorju. Predstavniki slovenske duhovščine, zbrani v Zboru svečenikov sv. Pavla, in predstavniki hrvaške duhovščine v Istri so mu 6. marca 1920 izročili posebno tiskano spomenico. Poleg tega dokumenta je do Benedikta XV. prišel tudi pisni glas tržaškega škofa Angela Bartolomasija, na katerega je papež odgovoril s pismom 2. avgusta 1921, v katerem obsoja fašistično in drugo nasilje nad slovenskimi in hrvaškimi duhovniki ter pritisk na slovenske in hrvaške vernike glede jezika v cerkvi in krščanskega nauka.

Italijanske zasedbene oblasti so iz Trsta pregnale tamkajšnjega škofa Andreja Karlina, ki je moral Trst zapustiti 4. decembra 1919, ker je bil zaveden Slovenec, 15. decembra 1919 je papež Benedikt XV. imenoval za tržaško-koprskega škofa Angela Bartolomasija, ki je bil ustoličen 25. januarja 1920 v Trstu in 1. februarja v Kopru. Kot pravičen in odločen katoliški škof je ostro obsojal krivično ravnanje in nasilje nad slovanskim življem v Julijski krajini. 14. marca 1921 je v pismu na ministrskega predsednika Giolittija ostro obsodil slepost italijanske politike nasilja in nezvestobo danim obljubam; v pastirskem pismu 21. maja 1921 je protestiral proti fašističnemu terorju pri volitvah leta 1921, ko so napadali cerkve, duhovnike, župnišča in uničevali knjige, opremo in posvečene predmete; avgusta 1921 je protestiral pri civilnem generalnem komisarju v Trstu zaradi pritiska na duhovnike, naj zapustijo svoja službena mesta, tako da so nekatere župnije ostale brez dušnih pastirjev. Bartolomasi je o vsem tem obvestil tudi papeža Benedikta XV., ki mu je 2. avg. 1921 poslal apostolsko pismo, ki so ga brali v vseh cerkvah tržaško-koprske škofije; vzbudilo je veliko pozornost v svetovni javnosti zaradi ostre obsodbe fašističnih zločinov nad slovenskim in hrvaškim življem. Ker so bila vsa njegova prizadevanja brezuspešna, se je škofiji odpovedal: 11. decembra 1922 ga je Benediktov naslednik Pij XI. premestil za škofa v Pinerolo.

## Dela
- »Documenta Catholica Omnia« (v latinščini). Cooperatorum Veritatis Societatis. Pridobljeno 6. decembra 2011.
- Litterae Encyclicae, constitutiones apostolicae, bullae, litterae apostolicae, litterae encyclicae, motu proprio (en fr it la) [62]

1. Imenoval je 32 kardinalov, 26 škofov.
2. razglasil 43 blažencev, med njimi tudi velikega podpornika revnih in bolnih Kotolenga [63].
3. Opravil je tri kanonizacije: 13. maja 1920 Marjeto Alakok in Gabrijela Possentija [64] a 16. maja 1920 Ivano Orleansko, čemur je prisostvovalo uradno francosko državno poslanstvo.
4. Za Božič 1920 ue ustanovil v Milanu katoliško univerzo Sacro Cuore; prav tako je ustanovil univerzo v Lublinu na Poljskem.[65]
5. Spodbujal je ljudsko vernost: pobožnost do Srca Jezusovega in rožni venec.[66]

### Okrožnice (litterae encyclicae)
1. In praeclara summorum, 30. april 1921 – apostolsko pismo ob šeststoletnici smrti Danteja Alighierija;
2. Annum iam plenus, okrožnica 1. december 1920: – otroci premožnih dežel naj pomagajo revnim otrokom;
3. Principi apostolorum Petro, okrožnica 5. oktober 1920: – papež razglaša Efrema Sirskega za cerkvenega učitelja;
4. Spiritus Paraclitus, okrožnica 15. september 1920: – 1500-letnica smrti sv. Hieronima;
5. Pacem, Dei munus pulcherrimum, okrožnica 23. maj 1920: - Mir in krščanska sprava;
6. Paterno iam diu, okrožnica 24. november 1920: - Potrebno je darovati denar, obleko in hrano stradajočim otrokom Srednje Evrope;
7. In hac tanta, okrožnica 19. maj 1919 – 12 stoletij od konca misijonsekga delovanja sv. Bonifacija v Nemčiji;
8. Quod iam diu, okrožnica 1. december 1918: Določitev javnih molitev za pridobitev miru;
9. Humani generis Redemptionem, okrožnica 15. junij 1917 – Pridiganje Božje besede;
10. Ad beatissimi apostolorum, okrožnica 1. november 1914 – Obsoja nesmiselno vojno morijo, kakor tudi razredni boj, ki ga oznanja socializem.

## Smrt in spomin

### Bolezen in smrt
Della Chiesa je bil v mladosti krhkega zdravja – v odraslosti pa ni imel posebnih zdravstvenih težav. Nekatere telesne omejitve – npr. naglušnost, kratkovidnost, mala postava – niso motile njegovih sodelavcev. Zadnje mesece svojega papeževanja je Benedikt posvetil prizadevanju, da bi olajšal lakoto v Rusiji. Zopet je pozval javnost na pomoč – vendar ga niso slišali. Nakazal je milijon lir kot prvo pomoč. 

Pripetilo pa se je, da je 27. novembra 1921 ob petih zjutraj čakal na odpiranje vrat v Baziliki, in je staknil hud prehlad. To je pustilo kot posledico kašelj in bronhitis; vendar je do konca leta v manjšem obsegu še lahko opravljal svoje dušnopastirske naloge. Januarja pa se ga je lotila še pljučnica. Med hudim kašljanjem je dejal: »Ali niso morda to trobente, ki naznanjajo prihod večnega Sodnika?« Njegove zadnje besede pa so bile: »Mi bi hoteli radi darovati svoje življenje za mir na svetu.«  

22. januarja 1922 ob 5h zjutraj je padel v komo, in umrl uro za tem v starosti 68 let.

### Odmevi
Ob Benediktovi smrti so po dolgem času na državnih stavbah spustili zastave na pol kopja. To potezo so razlagali kot posredno priznanje papežu, ki je prispeval k poboljšanju odnosov med Svetim sedežem in Italijansko državo.

Svobodomiselni rimski dnevnik L'epoca je malo pred Benediktovo smrtjo zatrdil: »Človek, ki umira, ni pozabil, da je Italijan. Njegova moralna veličina, ki se bo morebiti pokazala jasneje jutri, ko bodo prenehala današnja nesoglasja in trenja, je za vedno italijanska slava. Naj bo njegov naslednik njega dostojen in nadaljuje delo za pravi mir med ljudmi dobre volje, ki je nedvomno bilo prva misel Benedikta XV. Nasprotno pa se je socialistični dnevnik L'Avanti! o papežu izrazil omalovaževalno, češ da je bil »hladen, povprečen in trmast« in napovedal, »da bo prihodnja zgodovina nanj pozabila« . Pa je za dolgo časa res.

### Benedikt XVI.
Njegov spomin pa ni ostal pozabljen za vedno, ampak postaja ravno zadnje čase vedno bolj živ. 83 let po njegovi smrti se je hotel imenovati po Benediktu Joseph Ratzinger (papež 2005–2013), ki je svojo izbiro utemeljil z njegovo mirotvornostjo: »Hotel sem se imenovati Benedikt XVI., da bi se miselno povezal s čaščenim papežem Benediktom XV., ki je vodil Cerkev v težavnem času zaradi prvega svetovnega spopada. Bil je pogumen in pristen prerok miru in se je trudil s korajžno hrabrostju najprej izogniti se vojni drami in potem omejiti njene usodne posledice. V njegove stopinje želim postaviti svoje poslanstvo v služenju sprave in soglasja med ljudmi in narodi. Globoko sem prepričan, da je veliki dar miru zlasti Božji dar, ki pa je tako krhek in dragocen, da ga moramo izprositi, varovati in graditi dan na dan; k temu morajo prispevati prav vsi.

### Priznanje izCarigrada
Benedikt XV. je bil izvoljen za papeža le nekaj tednov po izbruhu Prve svetovne vojne prav zaradi svojih znanih diplomatskih sposobnosti. Zato se je takoj ob nastopu službe osredotočil na omejevanje spopada, iskanje primernih rešitev za prenehanje sovražnosti in na dobrodelne pobude. Zlasti glede tega so mu vsaj nekateri priznali pomembno vlogo. 

Za boljše razumevanje razmer moramo vedeti, da svetovna vojna ni divjala le po Evropi, ampak tudi drugod – med drugim tudi v Osmanskem cesarstvu, kjer je v bojih izgubilo življenje na raznih bojiščih vsaj 325.000 turških vojakov. Rusija je želela razširiti svoj vpliv in oblast tudi na to področje; Turki so pod obtožbo, da sodelujejo z Rusi, našli pretvezo in začeli »etnično čiščenje« armenskih kristjanov. Med njegovim papeževanjem so tako vojaške oblasti v Osmanskem cesarstvu zagrešile usodne poboje kristjanov; Benedikt XV. je na vse načine hotel pomagati preganjancem dobrodelno in diplomatsko. Prek državnega tajnika Gasparrija  je skušal preprečiti Pokol Armencev v Turčiji 1915, žal brezuspešno, saj so muslimanski mlado-turki že 1911 leta na shodu Mladoturkov v Solunu sklenili iztrebiti kristjane. 

Na začetku junija 1915 je nadškof Dolci – apostolski nuncij v Carigradu – prvič zvedel, da muslimani preganjajo Armence. Že julija 1915 je poslal noto, kjer je velikega osmanskega vezirja prosil milosti vsaj za katoliške Armence, a ni dobil nobenega odgovora. Kardinal Gasparri pa je naročil, naj se Dolci potegne za vse Armence, tudi pravoslavne. Ko ga je po večtedenskem čakanju z avstrijskim, nemškim in bolgarskim odposlancem le sprejel zunanji minister Talat paša (1874–1921 umorjen), sicer ni obljubil prenehanja ubijanja, ampak je v njihovi navzočnosti ukazal, naj ustavijo izselitev 7000 katoliških Armencev. Naslednjega dne pa so Turki to obljubo prelomili in nadaljavali pogrome. Nadškof Dolci je poročal papežu, da so muslimani do konca 1915 pomorili vsaj milijon gregorijanskih Armencev, med njimi 48 škofov in 4500 duhovnikov, a še pol milijona jim je sledilo v grob naslednje leto; pobili so tudi od katoličanov 5 škofov, 140 duhovnikov, 42 redovnika in 85.000 vernikov. Dolci je poročal nadškofu Eugeniju Pacelliju, da se je z brezuspešnim posredovanjam za Armence zameril turškim oblastem, ki hočejo vse kristjane pomoriti pred koncem vojne. Papež Benedikt je 6. decembra 1916 lahko le žalostno ugotovil pred kardinali v konsistoriju, »da je nemočno armensko ljudstvo izpostavljeno popolnemu uničenju«. Sultan pa se je papežu po dolgem obotavljanju izrazil v smislu, češ "da je stanje Armencev sedaj že boljše" (ko so jih že skoraj vse pomorili). 

Kljub tem medvojnim hudodelstvom pa je papež hotel pomagati tudi Turkom, ki so izšli iz vojne kot poraženci. Apostolskemu delegatu (ker Vatikan s Carigradom ni imel diplomatskih odnosov) je naročil, naj posreduje pri francoski vojski, da naj človeško ravna s turškimi ujetniki in naj se nad njimi ne maščuje. Dal je odpreti za ranjene vojake bolnico, v katero so sprejemali vsak dan po 60 ranjencev. 

Zategadelj je 1919 je turški dnevnik Ati (Prihodnost), v znamenje hvaležnosti za »papeževe vlake« pomoči tudi za turške ujetnike in za druge vidike pomoči, spodbudil zbiranje podpisov, da bi mu postavili v središču Carigrada spomenik. Strinjali so se sultan, župan in mnogi drugi muslimani. Tako so 11. decembra 1921 Benedikta še za življenja ovekovečili z velikim spomenikom, ki ga predstavlja, kako z dvignjeno roko hoče ustaviti poboje, z drugo roko pa drži listino, ki poziva vojskujoče se stranke k spravi. Na podstavek tega spomenika je Benedikt XVI. ob svojem obisku Turčije 2006 položil venec na ploščo z zgovornim napisom:
| Vera dedica che accompagna la statua (italijanski izvirnik) | Resnično posvetilo, ki spremlja spomenik (slovenski prevod)                                                                                         |
| --- | --- |
| Al grande pontefice dell'ora tragica mondiale - Benedetto XV - benefattore dei popoli senza distinzione di nazionalità e di religione - in segno di riconoscenza - L'Oriente. (1914-1919). | Velikemu papežu usodne svetovne ure - Benediktu XV. - dobrotniku narodov brez razlike na narodnost in vero - v znak priznanja – Vzhod. (1914–1919). |

Ta spomenik pomeni zasluženo priznanje papežu, ki je v duhu krščanske ljubezni pomagal vsem potrebnim. Sam sultan je med prvimi daroval 5000 turških lir, nasledni princ 150, medtem ko je egiptovski upravnik L'Hidiv daroval tudi 500 lir; večina darovalcev so bili nekristjani. Carigrajski župan je hotel postaviti spomenik na eno glavnih mestnih cest; nadškof Dolci pa je imel za primernejšo postavitev na dvorišču stolnice Svetega Duha, kjer se nahaja še danes – v tej deželi z večinsko muslimanskim prebivalstvom.

Zadeva s spomenikom je nekaj tako nenavadnega, da nekateri pomotoma menijo, da so mu spomenik postavili Armenci; kdor pozna njihov položaj, ve, da je to bilo nemogoče.. 

Njegova izredna dobrodelnost je bila splošno znana. Kaj čuda torej – če pogledamo nazaj na vso to ogromno mirno dobrodelnost Benediktovo – da so mu postavili spomenik v Carigradu celo Turki in poslali ob njegovi prezgodnji smrti v Rim sožalnico, v kateri pravijo: 
"Njegov spomenik v Carigradu, prestolnici islama, ki bo večno pričal o njegovi bogoljubni duši, prizadevanjih za svetovni mir, globokem spoštovanju pravičnosti in mednarodnega prava kakor tudi svobode narodov, nas nekoliko tolaži nad neprecenljivo izgubo."
Taka izjava – Turek o papežu! – več pove ko debele knjige. In memoria aeterna erit justus. – V večnem spominu bo pravični."  

### Religio depopulata
Malahijeva prerokba pravi o njem: Religio depopulata - Razdejana vera. Z drugimi besedami bi to opisali, da je bila ljudstvu odvzeta in odtujena vera, da je vera propadla. Viri po večini povezujejo geslo Razdejana, uničena, opustošena vera z Benediktom XV. zato, ker je za časa njegovega pontifikata izbruhnila prva svetovna vojna in ruska oktobrska revolucija. Med njegovim vladanjem je vdrl komunizem v Rusijo, kjer je bilo versko življenje na široko zatirano; prva svetovna vojna pa je prinesla smrt milijonov kristjanov, ki so padli po raznih bojiščih. Propadanje vere pa je prišlo do izraza tudi v povojnih protiversko usmerjenih prevratih po raznih evropskih deželah.

### SpomenikvCerkvi sv. Petra
Njegov naslednik Pij XI. mu je dal postaviti v Cerkvi sv. Petra spomenik, ki povzema njegovo mirotvorno delovanje. 

Papež je zatopljen v molitev, klečeč na grobu, ki spominja na Prvo svetovno vojno, katero je opisal kot »nekoristno klanje«. Grob pokrivajo oljčne vejice, simboli miru. Nad spomenikom je Marija, ki ponuja svetu v plamenih Jezusa, ki je Knez miru. 

Spomenik je izdelal 1928 Canonica. Sama rešitev je izvirna, a ne prepričljiva, saj nima »skladnega sestavnega in slogovnega odnosa med različnimi deli umetnine«, kot meni Orienti. Morda pa je umetnik namenoma poudaril nasprotje med stvarnim razburkanim stanjem in papeževimi mirovnimi pozivi. Dejansko izrazit reljef, ki je zelo zahteven in stvaren, ni v povezavi s toplejšo prisrčno predstavitvijo papeža, ki je oblečen v vsakdanja in neuradna oblačila. Delo, ustvarjeno  z večbarvnimi marmorji, so neposredno navdihnili usodni vojni dogodki, ki jim je papež Benedikt XV. zaman skušal napraviti konec; zato je uporabil ves svoj ugled in diplomacijo, da bi olajšal trpljenje človeštva. Versajski mirovni sporazum je označil kot »blagoslov za sovraštvo«.

## Ocena

### Ponujena roka sprave
1. Podpiral je domače misijone in laična združenja. Ko je odpravil Pijev non expedit, so se lahko italijanski katoličani vključevali v politično življenje in so se 1920 začeli pogovori med Nittijem in Gasparrijem, ki so privedli do konkordata 1929.
2. 1920 je papež pondil roko Rusiji, ki se je znašla v pomanjkanju, ko je moral premagati proti-pravoslavna in proti-boljševiška nasprotovanja v svoji okolici. Čeprav ga je skrbela proticerkvena usmerjenost boljševikov, so se pogovori nadaljevali vse do srečanja med Pacellijem (Vatikan) in sovjetskim zunanjim ministrom Čičerinom (1872–1936), dokler jih ni onemogočila Stalinova nepopustljivost.
3. Glede modernizma Benedikt XV. ni imel dokončnega stališča. V svoji prvi okrožnici Ad beatissimi (novembra 1914) je ponovno obsodil socializem – a brez napadalnosti, kakor tudi modernizem – a se je spretno izognil posploševanju, ki je bilo značilno za njegovega predhodnika.
4. Benedikt XV. je na jasen način zavrnil zagrizeni in napadalni nacionalizem, kakor tudi rasizem.
5. Ni le poudaril Cerkvi vrednosti patrimonium fidei - verskega zaklada, ampak tudi zglede tistih, ki so sledili Kristusu z nedeljenim srcem: Efrema Sirskega je razglasil za cerkvenega učitelja  z okrožnico Principi apostolorum z dne 5. oktobra 1920  [85][86]. Spomnil se je svetega Dominika ob sedemstoletnici njegove smrti [87]; 1200-letnice misijonarjenja svetega Bonifacija [88]; prištel je k svetnikom Marjeto Alakok [89] in Ivano Orleansko [90], ki se je sicer bojevala za osvoboditev svoje francoske domovine od Angležev, ni pa bila napadalna ali maščevalna.
6. Papež Benedikt XV. je ob smrti zapustil Cerkvi zavest o njeni nravni moči, pa tudi o politični šibkosti, kar je odpravljalo slepilo posvetnosti. Obenem je za njim ostala skupina kardinalov z odličnimi lastnostmi: Gasparri [91], Ratti [92] in Pacelli [93], ki se bodo pogumno soočili z izzivi novih časov.[16]

#### Sprava s svetom in znotraj Cerkve
Pontifikat Benedikta XV. je trajal malo manj kot 7 let (1914–1922), vendar ga je treba prištevati med najdejavnejše in najpomembnejše v sodobni cerkveni zgodovini iz več vidikov. V njegov prid šteje: obramba cerkvenega učiteljstva zoper izrabljanje moči katolištva v posebne namene, najsi bo ohranjanje znotraj in razširjanje navzven; posodobljenje in splošno razširjenje dejavnosti za cerkveno pomoč družbi, zmedeni zaradi sodobnih sredstev vojskovanja in prevratov; novi in sodobnejši načini misijonske dejavnosti; objava Zakonika cerkvenega prava 28. junija 1917; odprava »non expedit« kot kažipot do rešitve rimskega vprašanja; odprava hudih kazenskih posegov med katoličani za časa ostrih prepirov med modernisti in integristi.

#### Papež polomije ali papež miru?
»Nobena vojskujoča se sila ni hotela tvegati odstopanja od visoko postavljenih vojaških ciljev. Končno se je sprevrgel papežev mirovni poziv 1917 v diplomatsko polomijo (fiasko)«, sodi avstrijski zgodovinar Gottsmann. Baje da je bila le propadajoča Avstro-Ogrska prisiljena na sprejem papeškega posredovanja. Za papeštvo pa je prišlo še hujše. Vsaka sila je gledala v pozivu zaroto in ožigosala papeža kot nasprotnika. Za Francoza Clemenceauja je bil pape boche (švabski papež); nemški vojskovodja Ludendorff pa je nasprotno govoril le še o Franzosenpapst. Na Pariško mirovno konferenco v Versaillesu 1919 pa zmagovalci Vatikana niso vabili. 

Najhujše razočaranje pa je moral Benedikt XV. doživeti v lastnem taboru celo med mnogimi škofi vojskujočih se strani. Večina se jih je že 1914 pridružila splošnemu hura-domoljubju. Namesto da bi se postavili za svojega modrega predstojnika v Vatikanu, so mnogi prvi trobili v narodnjaški rog. V pariški notredamski stolnici je tako pridigar z nadškofovo odobritvijo kritiziral papežev mirovni poziv, češ da "škodi sveti francoski zadevi". Nemški episkopat je svaril v pastirskem pismu z dne 1. novembra 1917 pred »Judeževim plačilom za nezvestobo in izdajo cesarja«. Nekateri so – kot italijanski psiholog in redovnik Gemelli  fanatično pri vojakih zatirali kakršenkoli strah pred smrtjo, ki jih je čakala v nekoristnih naskokih, češ da z vojskovanjem sodelujejo pri zveličavnem Kristusovem poslanstvu.

Tako je postal strogo neuvrščeni papež, ki je versajski ukaz obsodil kot krivičen in umrl 1922, tragičen lik. 

Ali pa ne. Čeprav se Vatikan na politični ravni ni mogel izkazati kot moralna avtoriteta, je Benedikt XV. položil temeljni kamen za dosledno mirotvornost papežev. Njegovo mirovno učenje je postalo sestavni del cerkvenega učenja vseh njegovih naslednikov. Benedikt XVI. se je skliceval pri izbiri svojega imena čisto izrečno na papeža svetovne vojne (Weltkriegspapst). 

Danes so zahteve po razsodišču, razorožitvi in končno zavračanje vojne kot političnega sredstva, kot je izjavil Drugi vatikanski koncil, sprejete kot sestavni del katoliškega svetovnega nazora. Medtem pa uživa Cerkev vsaj v vprašanjih svetovnega miru tisti nravni ugled, za katerega je bil prikrajšan Benedikt XV. Tako je postal papež polomije v posledicah vendarle papež miru.

#### Nerazumljeni papež
Giacomo della Chiesa je kot papež v odločilni evropski uri zavzel stališče neuvrščenosti in nemešanja - nevtralnosti. Vojno je imenoval strašno klanje, ki sramoti Evropo. Zagovarjal je »pravičen in trajen mir«, pozival k »počlovečenju vojne«, ter se zavzemal za izboljšanje usode ujetnikov in ranjencev. Ta poziv bo slišal kralj Jurij v Angliji, cesar Nikolaj v Rusiji in predsednik Poincaré v Franciji. Njegova miroljubnost pa je naletela na zid nerazumevanja. Ko je Parizu in Berlinu predložil poravnavo, je to sprožilo pravo gonjo zoper papeža z obtožbo, češ da hoče oslabiti moralo bojevnikov. Clemenceau ga je imenoval kot pape boche za zagovornika nemškega miru; za Nemce pa je bil papež, ki mu manjka korajže in ga je imel general Ludendorff za "pape français". S svojo pomirljivostjo je po vojni prispeval k zbliževanju med Italijo in Svetim sedežem. 

Izbira imena, ki jo je opravil Ratzinger kot papež Benedikt XVI. 2005, je presenetila ves svet. Papež Benedikt je namreč ostal ljudem v spominu le kot papež velike vojne, pa tudi kot »neznani papež«. Josef Ratzinger ga je s tem iztrgal pozabi in poslal znake svetu in Cerkvi.

#### "Dobrotnik človeštva"
Nenaklonjen in težek časovni položaj lahko pojasni, zakaj je bilo polosmoletno papeževanje Benedikta XV. siromašno glede na posebne cerkvene dogodke; na reforme ali pomembne smernice komajda lahko pokažemo. Toda ko je papeža 22. januarja 1922 nepričakovano hitro ugrabila svetovna nadloga gripa, tedaj so splošno izrazili mnenje, da je bila njegova vladavina dobra in blagodejna in da se je Benedikt XV. pokazal kot prijatelj miru in eden največjih dobrotnikov človeštva, kakor tudi da je bistveno povečal nravno moč in duhovni ugled papeštva. »Mi hočemo radi svoje življenje darovati Bogu za mir na svetu«, so bile njegove zadnje besede, ki jih je mislil zares.

Sicer levo usmerjeni Nobelov nagrajenec Rolland je tako občudoval Benediktovo nepristransko in velikodušno dobrodelnost v lajšanju stiske vsem najpotrebnejšim, da je po njegovih besedah med Prvo svetovno vojno postal Vatikan drugi Rdeči križ.

Ne bi se zmnotili, če bi na tega sicer neumornega, pa vendar neuspešnega mirotvorca naobrnili besede, ki jih je on sam dejal ob cerkvenem razglasu 1918. leta, češ da so čudeži na priprošnjo Gabrijela Possentija dokazani: 
»Mladi pasijonist ni v kratki dobi svojega življenja izvršil ničesar, kar bi svet imel za veliko in vredno občudovanja. Trudil se je vestno in stanovitno, da je spolnil svojo dolžnost. In to je nauk in to je pot, ki bo pripeljala človeštvo do tistega miru, kakor ga zastonj iščejo najuglednejši predstavniki narodov na svojih konferencah in pogajanjih.« 

## Slikovna zbirka
- Rojstno mesto papeža Benedikta XV. v Pegliju
- Benedikt XV. moli za mir 
Gaigher 1915 olje na kartonu 34x23 cm
- Benedikta XV. s tiaro na glavi noijo na sedii gestatorii
- Kanonizacija Ivane Orleanske 16. maja 1920
- Truplo Benedikta XV. v Sala del Trono, oblečen v papeška pontifikalna oblačila, »ko da mašuje«
- Ogomna množica se gnete pred vrati Sv. Petra januarja 1922[103]
- Trugo Benedikta XV. so spustili s škripci v Vatikanske jame iz kripte Svetih apostolov[104]
- Spominska plošča Benediktu XV. v Collegiata di San Tommaso v Castel Gandolfu
- Čevlji Benedikta XV.  
Bata Shoe Museum Toronto (Ontario, Kanada)
- Église Saint-Pantaléon de Commercy (Meuse, Francija). Barvno okno: Benedikt XV.
- Grb Benedikta XV. v luksemburški cerkvi Waldbriedemesser Kierch